# Grenen

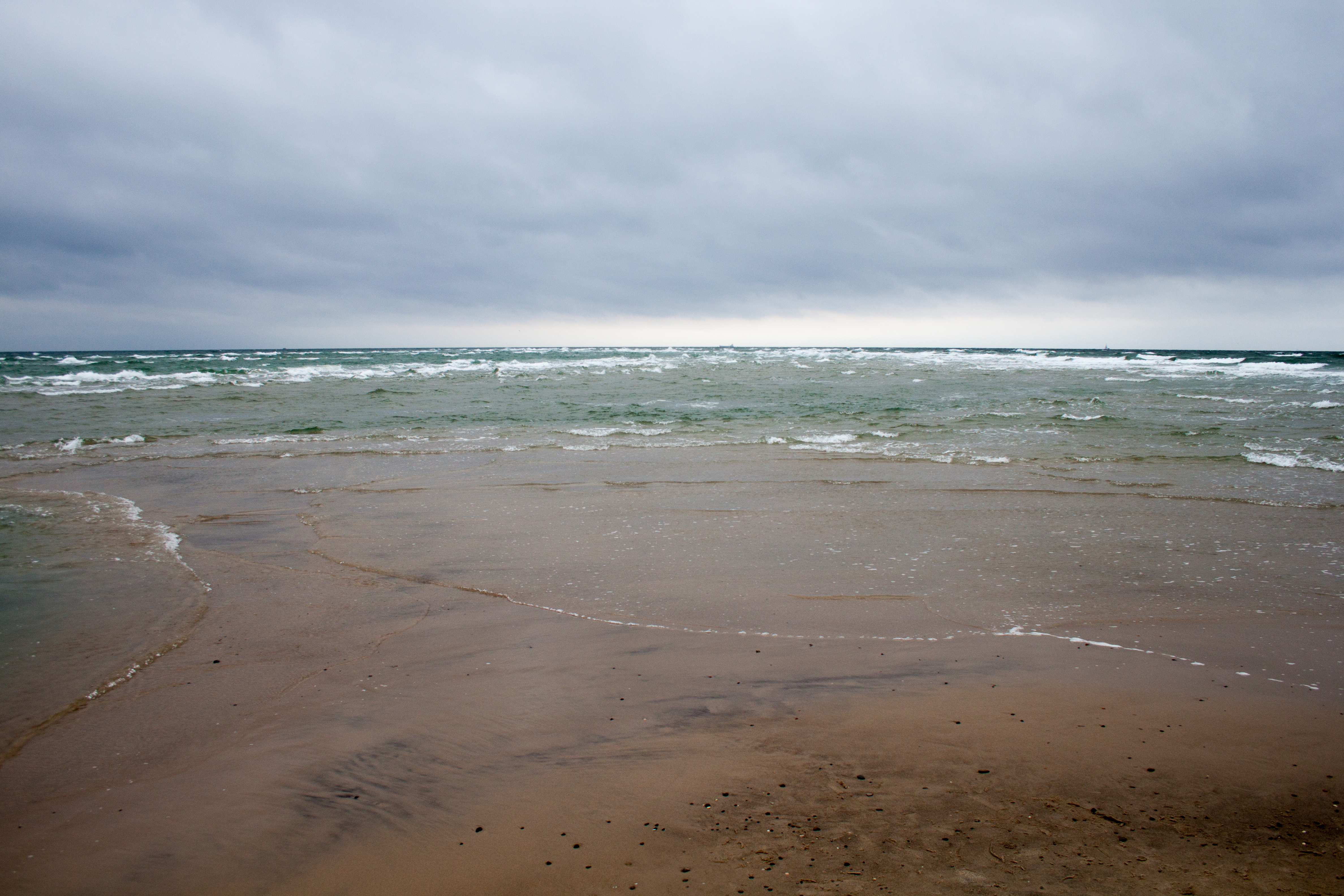
A Skagerrak és a Kattegat vizeinak találkozása

A Grenen a dániai Jylland északi csúcsát alkotó Skagens Odde északkelet felé ívelő, elkeskenyedő homoknyelve, egyben a Skagerrak és a Kattegat tengerszorosokat, azaz az Északi-tengert és a Balti-tengert elválasztó fok Skagen városától mintegy három kilométerre.

## Neve
Neve magyarul faágat jelent, és az alakjáról kapta, mivel a térképen oldalra hajló, elvékonyodó vesszőre hasonlít.

## Leírása

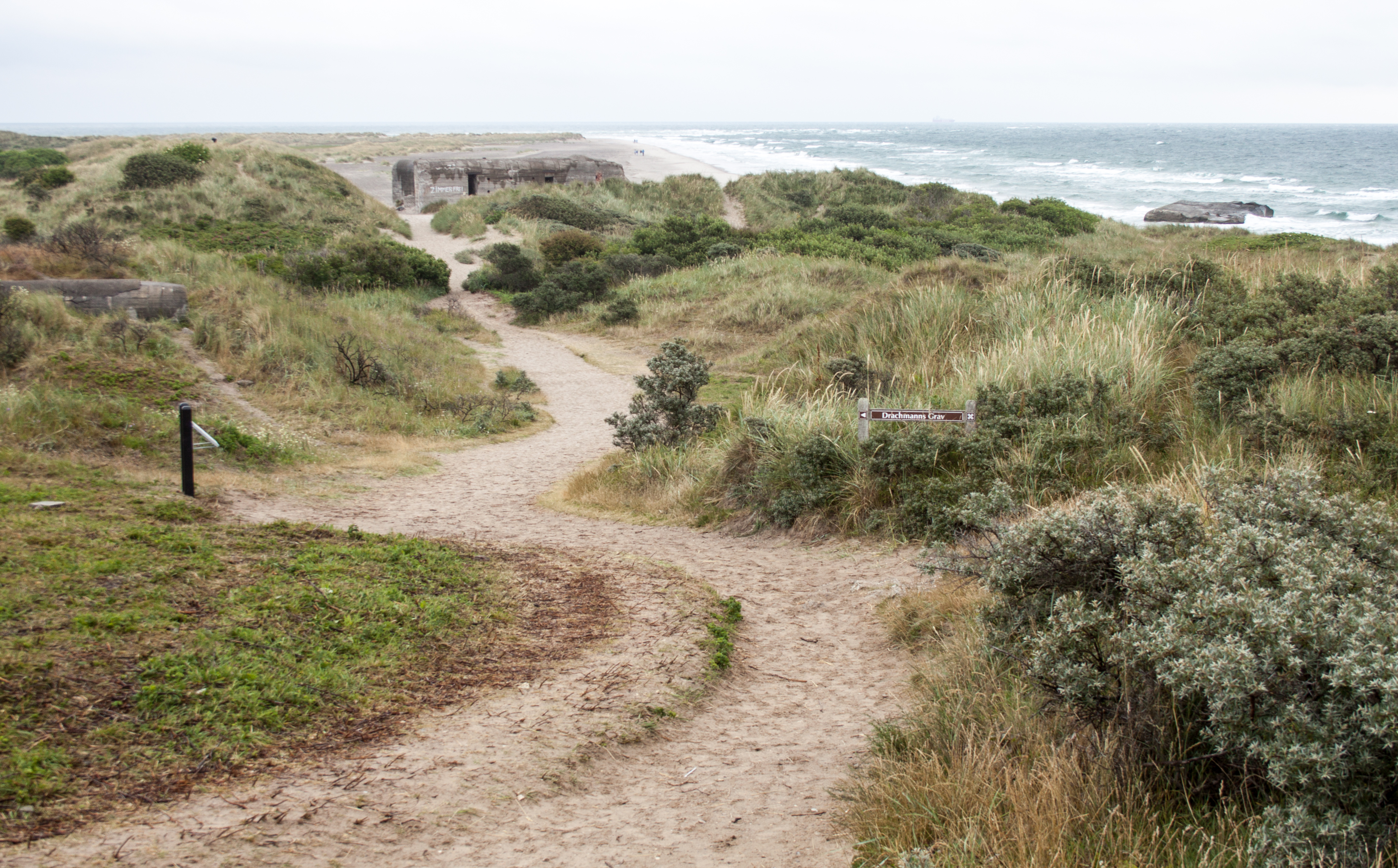
Turistaút a fok csúcsa felé

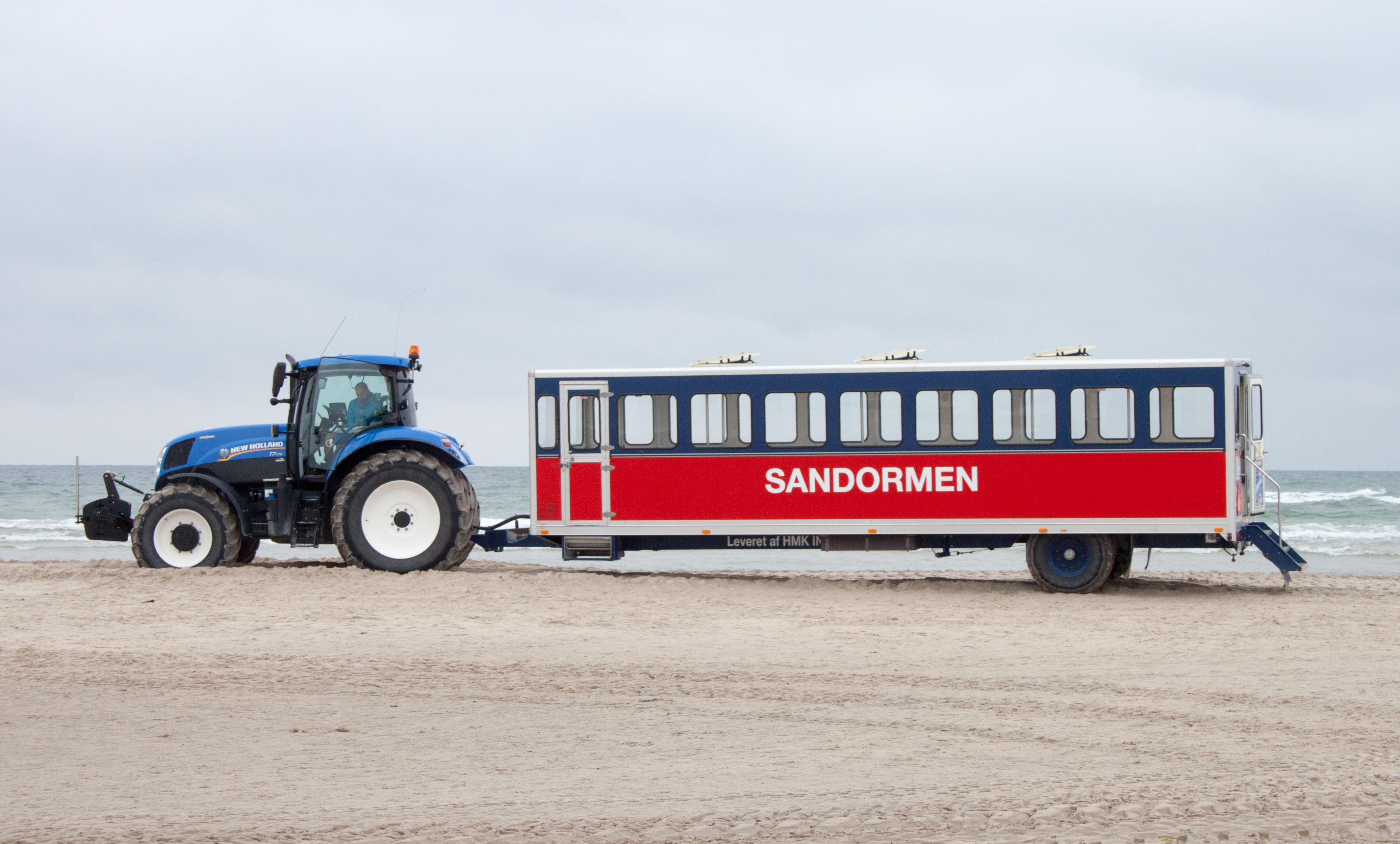
Turistabusz a homokon

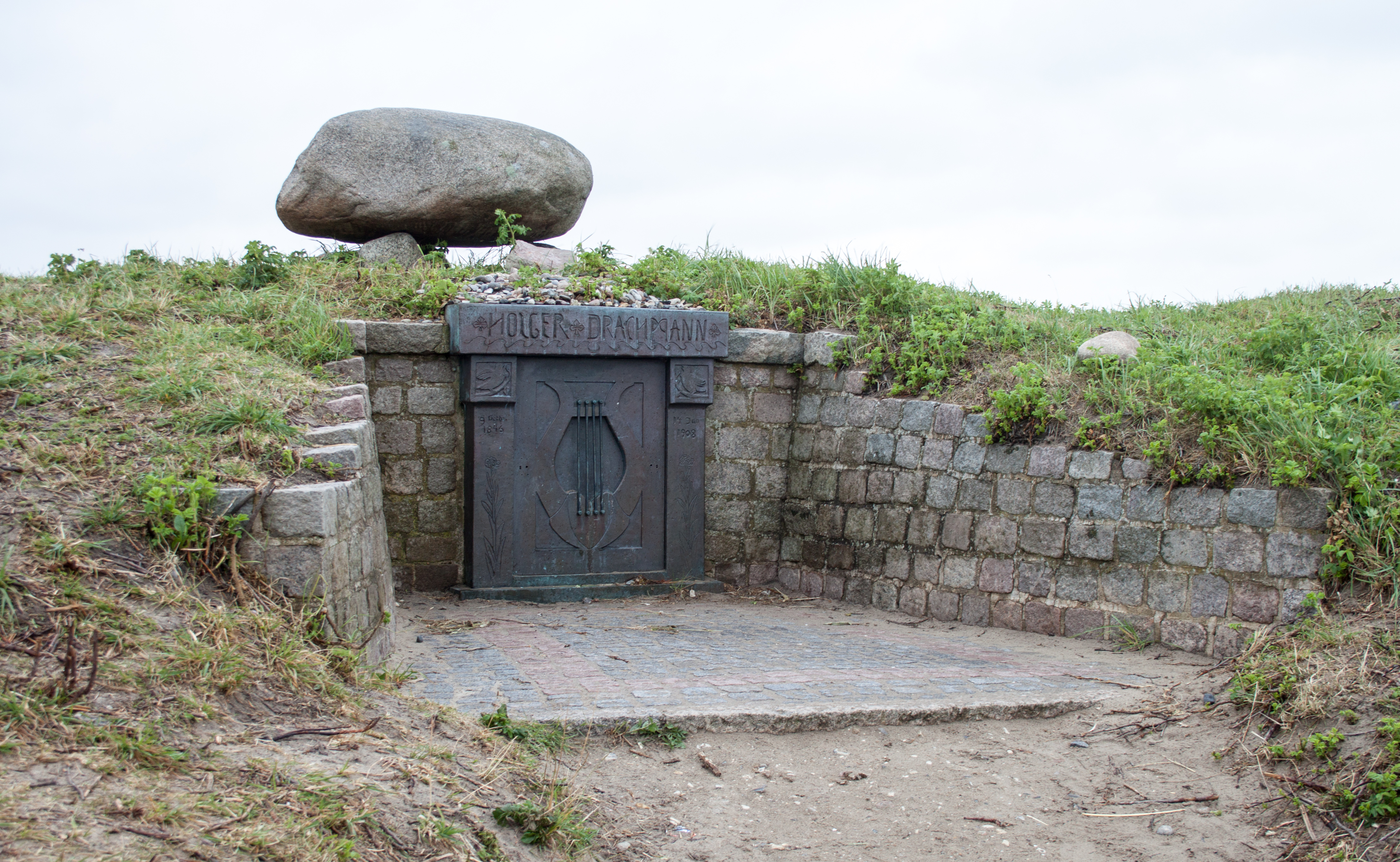
Holger Drachmann tengerre néző sírja a dűnék között

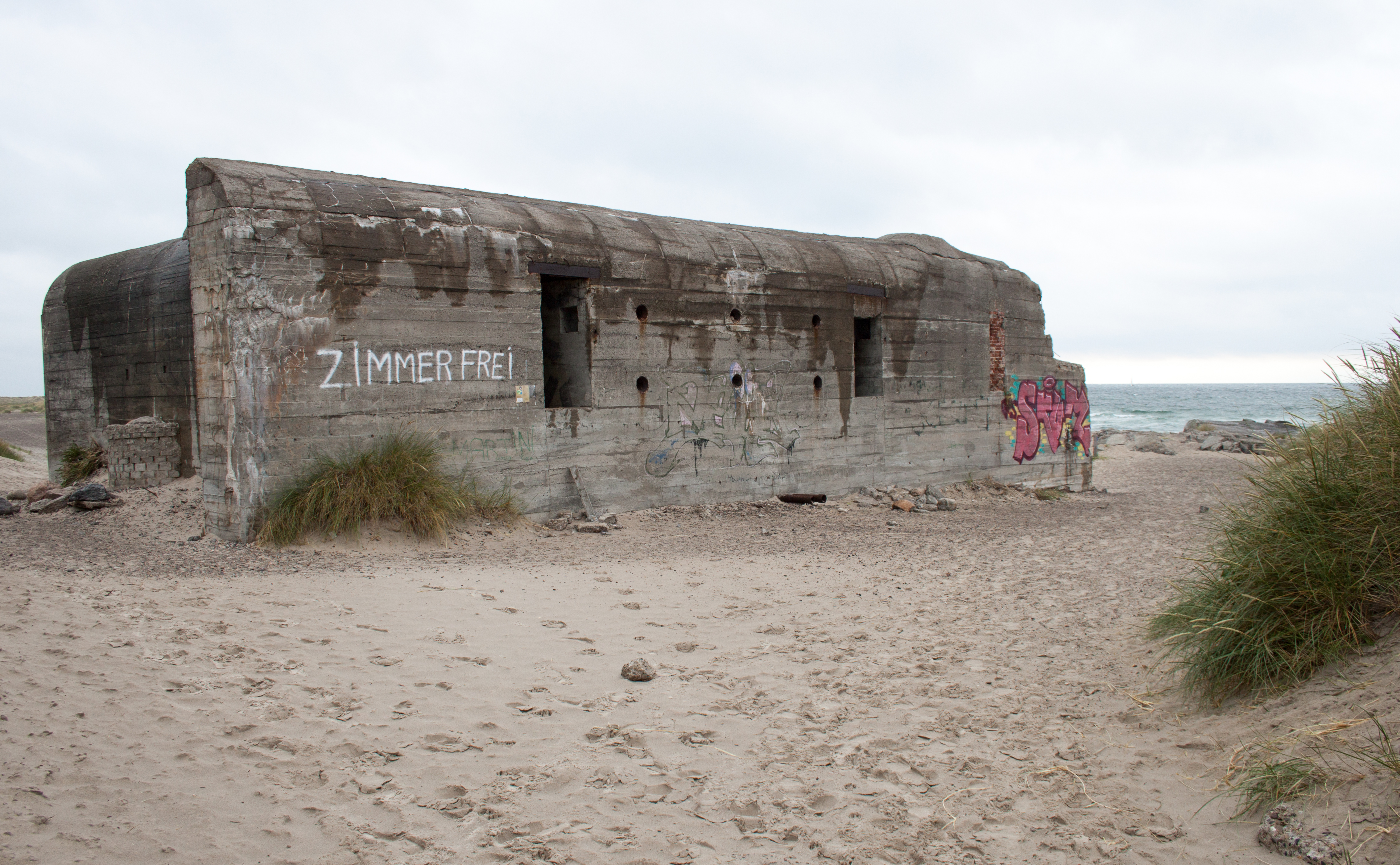
Második világháborús betonerődítmény

A Grenen a nagyobb, szintén homokból felépülő Skagens Odde félsziget csúcsa. Gyakran Dánia legészakibb pontjának is nevezik, de tévesen, mivel a homoknyelv kelet felé hajló ívének vége már 700 méterrel délebbre van, mint a tőle 2,5 kilométerre északnyugatra, a part ívén elhelyezkedő, ténylegesen legészakibb pont. A Grenent tekinti a földrajztudomány a Skagerrak és a Kattegat tengerszorosokat elválasztó képzeletbeli vonal nyugati végpontjának; a keleti végpont a szemközti svéd partokon, Tjörn szigeténél található.
A Grenen-fok Dánia egyik leglátogatottabb turisztikai látványossága, évente körülbelül egy millióan keresik fel. A kitüntetett földrajzi pont nevezetességén kívül az általában hullámosabb Skagerrak és a csendesebb Kattegat vizének látványos találkozása, a három négyzetkilométeres védett nemzeti park, és történelmi emlékhelyek is vonzzák a látogatókat. A fokot megkerülő vízi úton folyamatos a hajóforgalom, látótávolságban rendszeresen számos teherhajó várakozik is kirakodásra a közeli kikötőkben vagy új fuvarra.
A gyakran borongó, esős, szeles idő sem zavarja a kirándulókat, sőt olyan sajátos fényviszonyokat teremt, ami miatt a 19. században a dán festők kedvenc helyévé vált a közeli Skagen városka. Az egyik legnevesebb 19. századi dán költőt és festőt, Holger Drachmannt kívánságára a Grenen-fokon temették el.
A homoknyelv csúcsa körül erős tengeri áramlatok haladnak, amelyek továbbra is építik a Grenent kelet felé. A homokhát a víz alatt is folytatódik, több kilométeren át.

## Élővilág
A Grenen a Skagens Odde egészével együtt kitűnő hely a madárfigyelők számára, mivel egész Dániában itt lehet megfigyelni a legtöbb féle madarat. Különös érdeklődést váltanak ki a ragadozó madarak, amelyek általában szintén ezt az utat választják tavaszi északi irányú vándorlásukhoz.
A félsziget csúcsa körül számos tengeri emlős is megfigyelhető, így a disznódelfinfélék, borjúfóka, kúpos fóka gyakran látható. Ugyancsak felbukkannak időnként a fehércsőrű delfinek, a csukabálna és a kardszárnyú delfin. Ritkán beszámoltak a rozmár és a hólyagos fóka megjelenéséről is.
A tengerből újonnan kibukkanó homokpadok kitűnő lehetőséget nyújtanak a növények megtelepedésének tanulmányozására is.

## Története
Grenen hajózási szempontból ősidők óta nagyon veszélyes hely volt az erős áramlatok és a homokzátonyok miatt. A hajótörést szenvedő vízi járművek a középkorban komoly mellékjövedelmet hoztak a helyi lakosoknak. Nemzetközi nyomásra, II. Frigyes dán király rendeletére már 1561-ben felállították az első világítótornyot, ami azonban nem volt igazán hatékony és nem is felügyelték rendesen. 1627-ben, majd 1747-ben némileg korszerűbb berendezéseket állítottak munkába. Az 1807-es, a napóleoni időkben vívott angol-dán háború idején a világítótornyot kikapcsolták, és tüzérséget telepítettek mellé, nehogy az angolok erőszakkal próbálják újra munkába állítani. A környék lakossága ekkoriban is jelentős jövedelemhez jutott a megfeneklett kereskedelmi hajók rakományának mentése révén. Az angolok aztán a parttól 6 mérföldnyire egy világítótoronyként funkcionáló hajót horgonyoztak le, hogy így segítsék a hajózást.
1858 óta a 44 méter magas, úgynevezett szürke világítótorony működik itt, amit 1956 óta a 26 méter magas nyugati világítótorony is kiegészít, hogy a Kattegaton haladó sűrű forgalmat segítsék.

## Fordítás
Ez a szócikk részben vagy egészben a Grenen című angol Wikipédia-szócikk ezen változatának fordításán alapul.  Az eredeti cikk szerkesztőit annak laptörténete sorolja fel. Ez a jelzés csupán a megfogalmazás eredetét és a szerzői jogokat jelzi, nem szolgál a cikkben szereplő információk forrásmegjelöléseként.